# Laphria remota
Laphria remota là một loài ruồi trong họ Asilidae. Laphria remota được Hermann miêu tả năm 1914. Loài này phân bố ở miền Ấn Độ - Mã Lai.